# Krampnitz

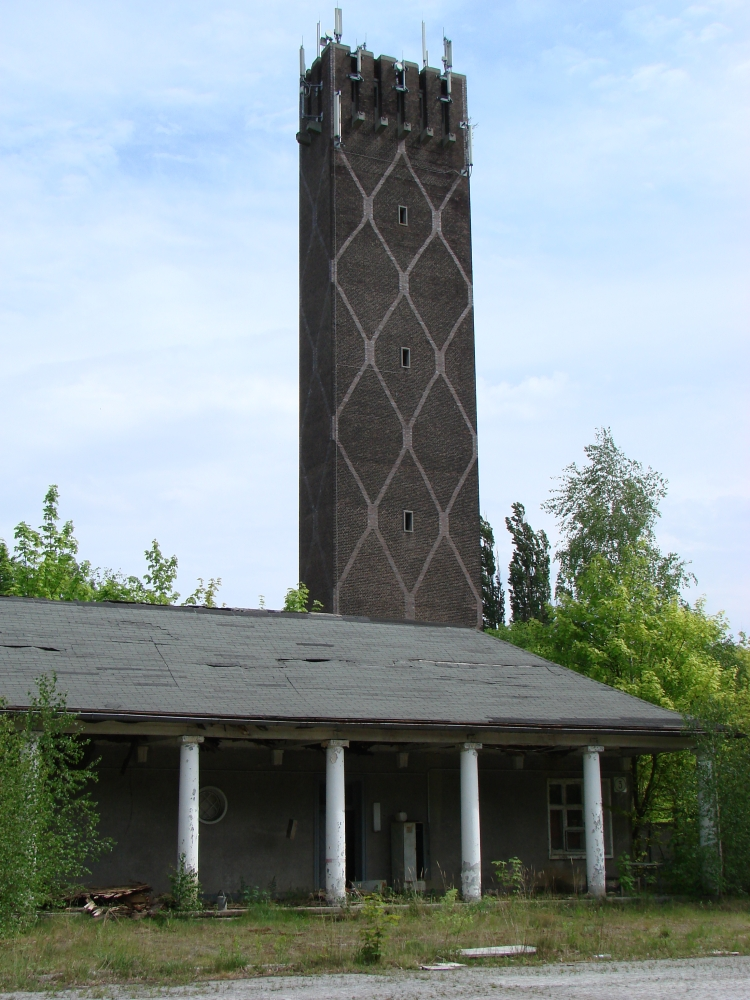
Entrada y torre

Krampnitz fue un complejo militar (Kaserne) alemán establecido en Fahrland, Brandenburgo por las autoridades alemanas en tiempos del rearme con la llegada del nazismo a la cancillería. Fue usado por los nazis hasta el final de la II Guerra Mundial y posteriormente por los soviéticos hasta quedar abandonado en 1992.

## Historia
La zona fue utilizada por el Oberkommando des Heeres desde 1937 cuando el ejército de caballería trasladó su escuela desde Hanover. También fue utilizado para prácticas de conducir hasta la llegada del Ejército Rojo en 1945 cuando se produjo la retirada alemana.
Bajo la administración soviética, la 35ta División de Fusileros hasta 1992 tras la disolución de la Unión Soviética.